# Campionato europeo maschile di pallacanestro Under-18 2006
Il 23º Campionato europeo di pallacanestro maschile Under-18 (noto anche come FIBA Europe Under-18 Championship 2006) si è svolto in Grecia, presso Amaliada, Olimpia e Argostoli dal 18 al 27 luglio 2006.

## Squadre partecipanti
- Slovenia
- Croazia
- Francia
- Germania
- Grecia
- Italia
- Lettonia
- Lituania

- Bulgaria
- Russia
- Serbia e Montenegro
- Islanda
- Israele
- Spagna
- Turchia
- Ucraina

## Primo turno
Le squadre sono divise in 4 gruppi da 4 squadre ciascuno, con gironi all'italiana. Le prime tre si qualificano per la fase successiva ad eliminazione diretta, mentre le ultime giocano per il 13-16 posto.

### Gruppo A
| Team        | Pt | V - P | PF - PS   | Dp  |
| ----------- | -- | ----- | --------- | --- |
| 1. Lituania | 6  | 3 - 0 | 256 - 189 | +67 |
| 2. Turchia  | 5  | 2 - 1 | 213 - 211 | +2  |
| 3. Lettonia | 4  | 1 - 2 | 235 - 249 | -14 |
| 4. Ucraina  | 3  | 0 - 3 | 234 - 289 | -55 |

### Gruppo B
| Team                   | Pt | V - P | PF - PS   | Dp  |
| ---------------------- | -- | ----- | --------- | --- |
| 1. Serbia e Montenegro | 6  | 3 - 0 | 251 - 180 | +71 |
| 2. Grecia              | 5  | 2 - 1 | 200 - 205 | -5  |
| 3. Russia              | 4  | 1 - 2 | 217 - 207 | +10 |
| 4. Slovenia            | 3  | 0 - 3 | 163 - 239 | -76 |

### Gruppo C
| Team        | Pt | V - P | PF - PS   | Dp  |
| ----------- | -- | ----- | --------- | --- |
| 1. Italia   | 5  | 2 - 1 | 238 - 213 | +25 |
| 2. Bulgaria | 5  | 2 - 1 | 259 - 234 | +25 |
| 3. Israele  | 5  | 2 - 1 | 224 - 252 | -28 |
| 4. Germania | 3  | 0 - 3 | 205 - 227 | -22 |

### Gruppo D
| Team       | Pt | V - P | PF - PS   | Dp  |
| ---------- | -- | ----- | --------- | --- |
| 1. Spagna  | 6  | 3 - 0 | 265 - 207 | +58 |
| 2. Francia | 4  | 1 - 2 | 236 - 223 | +13 |
| 3. Croazia | 4  | 1 - 2 | 212 - 218 | -6  |
| 4. Islanda | 4  | 1 - 2 | 183 - 248 | -65 |

### Turno di classificazione
Turno di Classificazione per le finali dal 9º-16º posto.

#### Gruppo G
| Team        | Pt | V - P | PF - PS   | Dp  |
| ----------- | -- | ----- | --------- | --- |
| 1. Israele  | 5  | 2 - 1 | 232 - 218 | +14 |
| 2. Lettonia | 5  | 2 - 1 | 256 - 232 | +24 |
| 3. Islanda  | 4  | 1 - 2 | 228 - 249 | -21 |
| 4. Slovenia | 4  | 1 - 2 | 200 - 217 | -17 |

#### Gruppo H
| Team        | Pt | V - P | PF - PS   | Dp  |
| ----------- | -- | ----- | --------- | --- |
| 1. Russia   | 6  | 3 - 0 | 249 - 225 | +24 |
| 2. Croazia  | 5  | 2 - 1 | 205 - 194 | +11 |
| 3. Ucraina  | 4  | 1 - 2 | 218 - 223 | -5  |
| 4. Germania | 3  | 0 - 3 | 186 - 216 | -30 |

### Seconda fase

#### Gruppo E
| Team        | Pt | V - P | PF - PS   | Dp  |
| ----------- | -- | ----- | --------- | --- |
| 1. Lituania | 6  | 3 - 0 | 252 - 209 | +43 |
| 2. Francia  | 5  | 2 - 1 | 241 - 195 | +46 |
| 3. Grecia   | 4  | 1 - 2 | 181 - 240 | -59 |
| 4. Italia   | 3  | 0 - 3 | 213 - 243 | -30 |

#### Gruppo F
| Team                   | Pt | V - P | PF - PS   | Dp  |
| ---------------------- | -- | ----- | --------- | --- |
| 1. Spagna              | 6  | 3 - 0 | 251 - 185 | +66 |
| 2. Turchia             | 5  | 2 - 1 | 200 - 199 | +1  |
| 3. Serbia e Montenegro | 4  | 1 - 2 | 228 - 226 | +2  |
| 4. Bulgaria            | 3  | 0 - 3 | 191 - 260 | -69 |

## Fase a eliminazione diretta

### Tabellone 1º-4º posto
|  | Semifinali 1º/4º posto | Semifinali 1º/4º posto | Semifinali 1º/4º posto |         |          | Finale 1º/2º posto | Finale 1º/2º posto | Finale 1º/2º posto |  |
|  |                        |                        |                        |         |          |                    |                    |                    |  |
|  | Lituania               | Lituania               | 87                     |         |          |                    |                    |                    |  |
|  | Lituania               | Lituania               | 87                     |         |          |                    |                    |                    |  |
|  | Turchia                | Turchia                | 80                     |         |          |                    |                    |                    |  |
|  | Turchia                | Turchia                | 80                     |         | Lituania | Lituania           | 72                 |                    |  |
|  |                        |                        |                        |         | Lituania | Lituania           | 72                 |                    |  |
|  |                        |                        | Francia                | Francia | 77       |                    |                    |                    |  |
|  | Francia                | Francia                | Francia                | Francia | 77       | 80                 |                    |                    |  |
|  | Francia                | Francia                |                        |         |          | 80                 |                    |                    |  |
|  | Spagna                 | Spagna                 | 67                     |         |          | Finale 3º/4º posto | Finale 3º/4º posto | Finale 3º/4º posto |  |
|  | Spagna                 | Spagna                 | 67                     |         |          |                    |                    |                    |  |
|  |                        |                        |                        |         |          |                    |                    |                    |  |
|  |                        |                        |                        |         |          | Turchia            | Turchia            | 83                 |  |
|  |                        |                        |                        |         |          | Turchia            | Turchia            | 83                 |  |
|  |                        |                        |                        |         |          | Spagna             | Spagna             | 92                 |  |

### Tabellone 5º-8º posto
|  | Semifinali 5º/8º posto | Semifinali 5º/8º posto | Semifinali 5º/8º posto |        |                     | Finale 5º/6º posto  | Finale 5º/6º posto | Finale 5º/6º posto |  |
|  |                        |                        |                        |        |                     |                     |                    |                    |  |
|  | Italia                 | Italia                 | 85                     |        |                     |                     |                    |                    |  |
|  | Italia                 | Italia                 | 85                     |        |                     |                     |                    |                    |  |
|  | Serbia e Montenegro    | Serbia e Montenegro    | 101                    |        |                     |                     |                    |                    |  |
|  | Serbia e Montenegro    | Serbia e Montenegro    | 101                    |        | Serbia e Montenegro | Serbia e Montenegro | 75                 |                    |  |
|  |                        |                        |                        |        | Serbia e Montenegro | Serbia e Montenegro | 75                 |                    |  |
|  |                        |                        | Grecia                 | Grecia | 49                  |                     |                    |                    |  |
|  | Grecia                 | Grecia                 | Grecia                 | Grecia | 49                  | 71                  |                    |                    |  |
|  | Grecia                 | Grecia                 |                        |        |                     | 71                  |                    |                    |  |
|  | Bulgaria               | Bulgaria               | 69                     |        |                     | Finale 7º/8º posto  | Finale 7º/8º posto | Finale 7º/8º posto |  |
|  | Bulgaria               | Bulgaria               | 69                     |        |                     |                     |                    |                    |  |
|  |                        |                        |                        |        |                     |                     |                    |                    |  |
|  |                        |                        |                        |        |                     | Italia              | Italia             | 77                 |  |
|  |                        |                        |                        |        |                     | Italia              | Italia             | 77                 |  |
|  |                        |                        |                        |        |                     | Bulgaria            | Bulgaria           | 76                 |  |

### Tabellone dal 9º al 12º posto
|  | Semifinali 9º/12º posto | Semifinali 9º/12º posto | Semifinali 9º/12º posto |        |         | Finale 9º/10º posto  | Finale 9º/10º posto  | Finale 9º/10º posto  |  |
|  |                         |                         |                         |        |         |                      |                      |                      |  |
|  | Israele                 | Israele                 | 82                      |        |         |                      |                      |                      |  |
|  | Israele                 | Israele                 | 82                      |        |         |                      |                      |                      |  |
|  | Croazia                 | Croazia                 | 93                      |        |         |                      |                      |                      |  |
|  | Croazia                 | Croazia                 | 93                      |        | Croazia | Croazia              | 82                   |                      |  |
|  |                         |                         |                         |        | Croazia | Croazia              | 82                   |                      |  |
|  |                         |                         | Russia                  | Russia | 85      |                      |                      |                      |  |
|  | Lettonia                | Lettonia                | Russia                  | Russia | 85      | 85                   |                      |                      |  |
|  | Lettonia                | Lettonia                |                         |        |         | 85                   |                      |                      |  |
|  | Russia                  | Russia                  | 87                      |        |         | Finale 11º/12º posto | Finale 11º/12º posto | Finale 11º/12º posto |  |
|  | Russia                  | Russia                  | 87                      |        |         |                      |                      |                      |  |
|  |                         |                         |                         |        |         |                      |                      |                      |  |
|  |                         |                         |                         |        |         | Israele              | Israele              | 102                  |  |
|  |                         |                         |                         |        |         | Israele              | Israele              | 102                  |  |
|  |                         |                         |                         |        |         | Lettonia             | Lettonia             | 94                   |  |

### Tabellone dal 13º al 16º posto
|  | Semifinali 13º/16º posto | Semifinali 13º/16º posto | Semifinali 13º/16º posto |          |          | Finale 13º/14º posto | Finale 13º/14º posto | Finale 13º/14º posto |  |
|  |                          |                          |                          |          |          |                      |                      |                      |  |
|  | Islanda                  | Islanda                  | 63                       |          |          |                      |                      |                      |  |
|  | Islanda                  | Islanda                  | 63                       |          |          |                      |                      |                      |  |
|  | Germania                 | Germania                 | 92                       |          |          |                      |                      |                      |  |
|  | Germania                 | Germania                 | 92                       |          | Germania | Germania             | 78                   |                      |  |
|  |                          |                          |                          |          | Germania | Germania             | 78                   |                      |  |
|  |                          |                          | Slovenia                 | Slovenia | 63       |                      |                      |                      |  |
|  | Slovenia                 | Slovenia                 | Slovenia                 | Slovenia | 63       | 51                   |                      |                      |  |
|  | Slovenia                 | Slovenia                 |                          |          |          | 51                   |                      |                      |  |
|  | Ucraina                  | Ucraina                  | 50                       |          |          | Finale 15º/16º posto | Finale 15º/16º posto | Finale 15º/16º posto |  |
|  | Ucraina                  | Ucraina                  | 50                       |          |          |                      |                      |                      |  |
|  |                          |                          |                          |          |          |                      |                      |                      |  |
|  |                          |                          |                          |          |          | Islanda              | Islanda              | 102                  |  |
|  |                          |                          |                          |          |          | Islanda              | Islanda              | 102                  |  |
|  |                          |                          |                          |          |          | Ucraina              | Ucraina              | 86                   |  |

## Classifica finale
| Campione d'Europa        | Campione d'Europa   | Campione d'Europa |
| ------------------------ | ------------------- | ----------------- |
| Francia                  |                     |                   |
| Argento                  | Lituania            |                   |
| Bronzo                   | Spagna              |                   |
| 4.                       | Turchia             |                   |
| 5.                       | Serbia e Montenegro |                   |
| 6.                       | Grecia              |                   |
| 7.                       | Italia              |                   |
| 8.                       | Bulgaria            |                   |
| 9.                       | Russia              |                   |
| 10.                      | Croazia             |                   |
| 11.                      | Israele             |                   |
| 12.                      | Lettonia            |                   |
| 13.                      | Germania            |                   |
| 14.                      | Slovenia            |                   |
| Retrocesse in Division B |                     |                   |
| 15.                      | Islanda             |                   |
| 16.                      | Ucraina             |                   |

## Premi individuali

### MVP del torneo
- Nicolas Batum [1]

### Miglior quintetto del torneo
- Žygimantas Janavičius
- Martynas Gecevičius
- Nicolas Batum
- Miroslav Raduljica
- Víctor Claver